# MacPorts
MacPorts, zwany dawniej DarwinPorts – projekt FLOSS na licencji BSD upraszczający instalację innego oprogramowania open source na systemach OS X i Darwin, podobny do projektu Fink lub innych kolekcji portów znanych z BSD.
Jeszcze jako DarwinPorts został uruchomiony w roku 2002 w ramach projektu OpenDarwin przy czynnej współpracy wielu pracowników Apple'a, m.in. takimi jak Landon Fuller, Kevin Van Vechten czy Jordan Hubbard.
Pozwala on na instalację wielu pakietów przez wpisanie polecenia port install packagename z poziomu terminala, które zostaną w ten sposób pobrane, skompilowane i zainstalowane wraz ze wszystkimi niezbędnymi zależnościami.
28 kwietnia 2005 ukazała się wersja 1.0 tego oprogramowania. W grudniu 2005 r. projekt miał już ponad 3000 portów. Aktualnie (na grudzień 2016) projekt, w wersji 2.3.4, zawiera ponad 21 866 portów i jest stosunkowo szybko aktualizowany i rozwijany, dystansując tym samym inne podobne inicjatywy.
Wszystkie porty przechowywane są w repozytorium Mac OS Forge, które zostało utworzone i prowadzone jest przez Apple Inc.